# Невлачкинская
Невлачкинская (Большая Невлачкинская) — река в России, протекает по Ханты-Мансийскому АО. Устье реки находится в 74 км по левому берегу реки Юконда. Длина реки составляет 31 км.
В 7 км от устья, по правому берегу реки впадает река Малая Невлачкинская.

## Данные водного реестра
По данным государственного водного реестра России относится к Иртышскому бассейновому округу, водохозяйственный участок реки — Конда, речной подбассейн реки — Конда. Речной бассейн реки — Иртыш.
Код объекта в государственном водном реестре — 14010600112115300017693.